# 劉芬
劉芬（1525年—？），字世馨，直隸真定府真定縣人，民籍，明朝政治人物。

## 生平
嘉靖三十七年（1558年）戊午科順天府鄉試第一百十九名舉人。嘉靖三十八年（1559年）聯捷己未科會試第二百名，三甲第一百二十七名進士。授中书舍人，三十九年黜为民。

## 家族
曾祖劉春；祖父劉彪；父劉子鵬，母張氏。具庆下，兄嘉靖二十八年舉人劉芳，鞏縣知縣。